# We’re Not In Kansas Anymore
«Мы больше не в Канзасе!» (англ. We’re Not In Kansas Anymore) — первая часть пилотного эпизода американского телесериала «90210: Новое поколение», премьера которого состоялась 2 сентября 2008 года (Вторник) на канале «TheCW» (США) и «Global» (Канада). Режиссёр — Марк Пизнарски по сценарию Гэйба Сакса и Джеффа Джуды, на основе персонажей, созданных Дарреном Старом. Автор идеи — Роб Томас, создатель успешного сериала «Вероника Марс». Создатель оригинального сериала Даррен Стар в работе над новым шоу не принимал участия. Долгое время Томас числился как главный автор проекта, но он был связан контрактом на несколько шоу с каналом «ABC», и ему пришлось уйти из сериала ещё до выхода первого эпизода сериала в эфир.
Пилот установил новый рекорд существующего 2 года канала «The CW» — эпизод стал самым рейтинговым эпизодом транслировавшихся сериалов (раньше это рекорд держал сериал «Тайны Смолвиля» с показателями 2.2 миллиона) — шоу привлекло 4.9 миллионов зрителей; 2.6 из них — в возрасте от 18 до 40 лет. В тот же день премьерный двухчасовой эпизод будет показан на канале «Global» в Канаде; а 8 сентября на канале «Network TEN» в эфир сериал вышел в Австралии.
Премьера сериала в России состоялась 1 февраля 2010 года на канале Муз-ТВ.

## Сюжет

Энни и Диксон во дворе своего нового дома в Беверли-Хиллз.

Переехав в Беверли-Хиллз, Энни Уилсон и её брат Диксон вскоре понимают, что они уже не в Канзасе, и их жизнь никогда не будет прежней. Их родители — Гарри и Дебби — возвращаются в Калифорнию, чтобы заботиться о матери Гарри, бывшей телевизионной звезде с трудным характером, Табите. Но перемены — не самое страшное в жизни ребят. Гарри назначили директором школы, в которой они должны учиться! События в школе — совсем другой разговор: добрая и ласковая Энни должна привыкнуть к царящим в школе законам джунглей, а её сводный брат Диксон к тому, что он не обязательно здесь станет звездой-спортсменом! Старшие Уилсоны, между тем, пытаются справиться со своими собственными семейными проблемами, а в первую очередь — алкоголизмом Табиты…
Первый день в школе для Диксона и Энни оказывается наполнен впечатлениями — Диксон знакомится с Навидом Ширази, возглавляющим информационный отдел школьной газеты и попадает в команду по лякроссу, а Энни оказывается в сложной ситуации: она видела, как какая-то девушка делала минет Итану, парню с которым она дружила несколько лет назад, а через некоторое время узнаёт, что Итан — парень Наоми, самой популярной девочки в школе, с которой успела подружиться Энни. Кроме того, Энни знакомится с лучшей подругой Наоми, Адрианной — школьной примадонной, и как оказалось, наркоманкой.
Во время пробной тренировки по лякроссу, Диксон вызывает зависть одного из членов команды, Джорджа Эванса, затеявшего драку. Преподаватель английской литературы, мистер Мэттьюз, который также является тренером команды по лякроссу, не позволяет Диксону попасть в команду, а Итан не хочет рассказывать правду о том, что драку затеял Джордж. Вечером, Энни рассказывает Диксону, что видела, как Итан изменял Наоми, и чтобы отомстить Итану, Диксон отправляет Наоми сообщение на мобильный телефон, в котором намекает на измену её возлюбленного.
Для новоиспечённого директора Гарри Уилсона, отца Диксона и Энни, день тоже оказался нелёгким, но жизнь ему облегчает школьный психолог Келли Тейлор и давняя подруга Гарри. Между тем, мистер Мэттьюз вызвал родителей Наоми за то, что та так и не сдала сочинение об Истории двух городов. У Наоми возникают проблемы из-за отсутствия выполненного домашнего задания, и теперь, возможно, родителям придётся отменить вечеринку под названием «Сладкие 16…» в честь Дня рождения дочери. Оказывается, что мать Наоми, Трейси, встречалась в школе с Гарри.
В течение дня, Энни знакомится с младшей сестрой Келли, бунтаркой Эйрин Сильвер, которую все называют «Сильвер». Эйрин пытается подружиться с девушкой, но неожиданно появившаяся Наоми советует Энни держаться подальше от Сильвер, которую многие в школе считают странной. Девушка ведёт популярный блог в Интернете, в котором рассказывается все нелицеприятные факты из жизни школы Западного Беверли.
Энни пытается вразумить Итана. Она обещает, что ничего не расскажет Наоми, но задевает юношу словами, что он сильно изменился в худшую сторону с их последней встречи — она больше не понимает, что ей раньше нравилось в нём. Итан решает рассказать директору Уилсону и мистеру Мэттьюзу о том, что драку затеял Джордж, и Диксона возвращают в команду.

Итан и Наоми.

Придя в школу, Энни замечает, что все смеются над ней, а затем Диксон показывает видео-монтаж с блога Сильвер, в котором она высмеивает новенькую из Канзаса. Энни пытается поговорить с Эйрин, и та говорит, что обиделась на Энни за то, что она предпочла общению с ней дружбу с Наоми, которая известна своим взрывным характером и дерзкими выходками. На что Энни замечает, что она стала посмешищем всей школы не из-за Наоми, а из-за неё. Однако позже, Энни и Сильвер всё же мирятся, когда благодаря Сильвер, Энни попадает в школьную постановку мюзикла «Весеннее пробуждение». Но после первой же репетиции девушку наказывают — оказалось, что Наоми просто переписала текст сочинения Энни и сдала его мистеру Мэттьюзу. Позже, увидев сочинение, директор Уилсон узнал в нём работу своей дочери, оцененную на «отлично». Считая, что Энни предала её, Наоми запрещает Энни приходить на вечеринку по случаю её Дня Рождения.
Но вечером, вместе с Сильвер, Навидом и Диксоном Энни приходит в клуб, где проходит вечеринка, чтобы как-то не позволить Наоми прочитать сообщение, которое Диксон отправил Наоми, однако им не о чём беспокоиться до поры до времени — Адрианна, нуждающаяся в деньгах на новую дозу, крадёт кошелёк подруги вместе с сумкой, в которой лежал мобильный телефон. Позже, когда Адрианна возвращает пустую сумку якобы найденную охранной, Наоми всё же читает сообщение и расстаётся с Итаном прямо во время медленного танца с возлюбленным в её честь. Между тем, Гарри узнаёт, что Трейси 20 лет назад родила от него ребёнка, а затем втайне отдала малыша на усыновление.

## В ролях

### Основной состав
- Шеней Граймс — Энни Уилсон
- Тристан Уайлдз — Диксон Уилсон
- Анна-Линн Маккорд — Наоми Кларк
- Дастин Миллиган — Итан Уорд
- Майкл Стэгер — Навид Ширази
- Джессика Строуп — Эйрин Сильвер
- Райан Эгголд — Райан Меттьюз
- Роб Эстес — Гарри Уилсон
- Лори Локлин — Дебби Уилсон
- Джессика Уолтер — Табита Уилсон

### Приглашённые звёзды
- Джессика Лаундс — Адрианна Тэйт-Дункан
- Дженни Гарт — Келли Тейлор
- Келан Латц — Джордж Эванс
- Джо И. Тата — Нэт Буссиччио
- Джеймс Патрик Стюарт — Чарльз Кларк
- Кристина Мур — Трейси Кларк
- Райли Томас Стюарт — Сэмми
- Меган Маркл — Вэнди
- Хэйли Хирш — Ханна Цукерман-Васкес
- Бруклин Судано — Мисс Остин
- Шерлин Уилсон — Морган
- Шанталь Берри — Нина
- Брендон Майкл Вэйда — Майк
- Дженнифер Сей Гэн — Учительница
- Бобби Голд — Кэмми
- Каролин Д’Амор — DJ

Специально приглашённые музыкальные звёзды — группа Tilly & The Wall, члены которой исполнили роли самих себя. Марк «Кобра» Хантер и Кори Кеннеди также появились в этом эпизоде.

## Производство

### Начальный этап
13 марта 2008 года канал The CW объявил о том, что в разработке находится спин-офф знаменитого молодёжного шоу «Беверли-Хиллз, 90210», выходившего в эфир с октября 1990 по май 2000. Проект стал ведущим среди новых шоу, и пилотный эпизод был заказан уже к концу месяца. Боссы студии также подтвердили, что Даррен Стар — автор классического сериала, не будет принимать участие в работе над новым шоу. Другой автор — легендарный продюсер Аарон Спеллинг — скончался в 2006 году. К работе над новым шоу вернулось агентство «Creative Artists Agency», занимавшееся подбором актёров для «Беверли-Хиллз, 90210». Автор сериала «Вероника Марс» Роб Томас написал сценарную заявку пилота, которую позже переписали Джефф Джуда и Гейб Сакс, взяв за основу своей версии основные сюжетные линии сценарий Томаса. Режиссёром пилота назначали Марка Пизнарски.
Первые подробности сценария Томаса стали известны 17 марта. В сериале были представлены новые персонажи, никак несвязанные с оригиналом, хотя в шоу похожи сюжеты: пара с двумя детьми переезжает со Среднего Запада в Беверли-Хиллз. По задумке авторов, чтобы отобразить нынешнее положение вещей в школах Беверли-Хиллз, где учится около 40 процентов представителей иранских народностей, в шоу ввели персонажа-школьника по имени Навида Ширази. В дальнейших планах Томас было показать «Персиковую косточку» в более поздних эпизодах. Главные персонажи — брат и сестра — должны были получить работу в местном кинотеатре, желая быть независимыми от родителей. Также Томас намеревался постепенно ввести в шоу персонажей классического шоу, но на тот момент ни с кем из актёров официальных переговоров не было. По словам Роба, продюсеры хотели «привлечь в новый сериал как можно больше актёров из оригинала», но при этом «не устраивать их парад в пилоте» .
14 апреля Томас объявил о своём уходе — он начинает работу над двумя пилотами для канала ABC. Гейба Сакса и Джеффа Джуду нанимают на должности новых исполнительных продюсеров, в конце апреля они также переписывают сценарий, взяв за его основу работу Томасаа. Сейд заметил, что «хоть Томас написал потрясающий сценарий, их версия вышла „более острой“». По словам Джуды, авторы пытались написать более жизненный сценарий с реалистичными персонажами и эмоциональными историями, чтобы зрители могли разглядеть в героях себя. Несмотря на это, шоу было разбавлено комедийными нотками. По словам Джуды и Сакса, они хотели рассказать увлекательную историю, в которой сразу же бы были задействованы почти все персонажи. Сценаристы сказали журналистам что в сценарии появилась «комедийная жилка». Они хотели, чтобы родители были важной частью шоу, представляли новое поколение родителей. Так как оба продюсера — отцы в реальной жизни, они писали сценарий, стараясь отобразить более жизненный и стойкий взгляд взрослого человека на вставшие перед их детьми проблемы. Джуде было интересно показать, как родители пытаются поддержать нравственность в своих детях после переезда в Беверли-Хиллз, и как они могут совместить лояльность со строгостью
.

### Кастинг
13 марта Кристин Дос Сантос с ресурса E! подтвердила, что сериал будет спин-оффом, а не ремейком, в нём появятся новые персонажи. Чтобы успеть закончить съёмки пилота к майской презентации, кастинг начался, когда сценарий ещё не был закончен. 1 апреля Дастин Миллиган получил роль в сериале, став первым актёром проекта. 14 апреля в актёрский состав попала Анна-Линн МакКорд. Сакс посчитал Миллигана «очень забавным» и решил изменить образ Итана и сделать его более привлекательным, как человека. МакКорд получила роль, так как по словам Сакса «она — болтушка, и в ней есть изысканность — это определённо притягивает». Актрисе и певице Хилари Дафф, по слухам, предложили главную роль Энни, но позже девушка призналась, что это неправда. В итоге роль досталась канадской актрисе Шэней Граймс, которая, по собственному признанию, «выросла на оригинальном шоу». Сакс и Джуда знакомы с ранними работами актрисы, они сказали, что «у девушки есть актёрский класс» — на прослушивании она исполнила драматический отрывок, который просто «сразил наповал». «Она умеет играть, она красива, она может сделать героиню милой соседской девчонкой, в её глазах — целый мир», — говорит Сакс.
Лори Локлин прошла пробы на роль Дэбби и получила её практически сразу же. Сакс посчитал, что она была слишком хороша, чтобы показывать отрывок из сценария, но актриса сразу поняла роль. Продюсеры были поклонниками Джессики Уолтер после фильма «Сыграйте мне туманно». По словам Сакса, актриса хорошо знала сценарий и предложила «несколько потрясающих находок». Сакс описал Райана Эггольда, которому досталась роль учителя мистера Мэттьюза, как «утончённого и смешного» — «каждый раз, как он появится на экране, зрители скажут — „Вау!“».
Продюсеры искали актрису, которая смогла бы изобразить Сильвер, «причудливую девушку, которая живёт в собственном ритме». Сакс объяснил, что когда Джессика Строуп пришла на прослушивание «в таком вычурном и немного странном платье, с поднятыми волосами и банданой» — «сомнений не было». Сакс и Джуда были поклонниками Тристана Уайлдза ещё с «Прослушки», и с самого начала хотели получить актёра на роль Диксона. Когда авторов спрашивают насчёт Майкла Стэгера, сыгравшего Навида, те лишь отвечали: «Он просто великолепен!». Роб Эстес стал последним актёром получившим роль — кроме того он уже снимался в первом спин-оффе оригинального шоу, мелодраме «Мелроуз-Плейс». Сакс и Джуда хотели, чтобы Эстес сыграл главу семьи, директора Гарри Уилсона, но тогда актёр был связан контрактом с шоу «Женский клуб расследований убийств». Когда шоу закрыли, Сакс позвонил Эстесу и рассказал о проекте, быстро получив утвердительный ответ. Сакс пообещал, что «хоть тот и играет родителя, он не будет фоном в шоу», как это часто бывает со взрослыми персонажами в молодёжных шоу — как и было в оригинале.

### Съёмки
11 мая 2008 года за день до презентации канала, сериал официально заказали для съёмок в сезоне 2008—2009. Съёмки сцен для пилота проходили в начале июня в Лос-Анджелесе. Школа Torrance High вновь исполнила роль школы Западного Беверли. Кроме того, сцены в школе снимались в помещениях образовательных учреждений городов Торранс и Эль-Сегундо в Западной Калифорнии, хотя в школе Torrance High снимать удобней из-за более просторных помещений для занятий. Сакс впервые посетил здание школы со времён окончания в 1979 году.
Джефф Джуда сообщил, что «Персиковая косточка» появится в новом сериала, хотя дизайн кафе будет изменён. Также съёмки проходили в окрестностях особняков Бель-Эйр и ночном клубе «Boulevard3». За неделю до премьеры шоу, представители канала сообщили, что ведутся пересъёмки некоторых сцен, так как продюсеры решили кое-что изменить.

## Музыка эпизода
Список композиций, звучавших в эпизоде, опубликован на официальном сайте сериала:
- «Viva la Vida» в исполнении Coldplay (сцена: начало эпизода, Уилсоны едут в машине).
- «Don’t Let Me Fall» в исполнении Lenka (сцена: Энни и Диксон разговаривают у бассейна).
- «Time To Pretend» в исполнении MGMT (сцена: ребята приезжают в школу).
- «I Am The Very Model Of A Modern Major General» в исполнении Шеней Граймс (из мюзикла «The Pirates Of Penzance») (сцена: Флэшбэк Энни).
- «California Bound» в исполнении Carolina Liar (сцена: Итан благодарит Энни за то, что она ничего не сказала Наоми).
- «Wannamama» в исполнении Pop Levi (сцена: Наоми и Энни в «Косточке»).
- «Your Gonna Go Far, Kid» в исполнении The Offspring (сцена: сцена игры в лякросс).
- «What You Got» в исполнении Colby O’Donis и Akon (сцена: вечер в Беверли-Хиллз, Наоми и мистер Меттьюз разговаривают в баре во время вечеринки).
- «Shut Up & Let Me Go» в исполнении The Ting Tings (сцена: Итан и Наоми ссорятся; Адрианна крадёт бумажник Наоми).
- «Whee Doggie» в исполнении Billy Lee Cox (сцена: Диксон и Навид показывают Энни блог Сильвер).
- «Mama Who Bore Me (Reprise)» в исполнении Джессики Лаундс, Шеней Граймс и хора сериала (из мюзикла «Весеннее пробуждение») (сцена: Адриана и Энни по очереди исполняют песню).
- «Pot Kettle Back» в исполнении Tilly & The Wall (сцена: звучит на вечеринке во время разговора Энни, Диксона и Сильвер).
- «Beat Control» в исполнении Tilly & The Wall (сцена: звучит на вечеринке, когда Адрианна возвращает Наоми бумажник; Трейси рассказывает Гарри об их сыне).
- «Chasing Pavements» в исполнении Adele (сцена: звучит на вечеринке, когда Наоми и Итан танцуют).
- «Last Day Of Your Life» в исполнении Glass Pear (сцена: конец эпизода, смена кадров).

## Выход в эфир

### Критика
Больше всего критики со стороны общественности и родителей вызвала сцена, в которой девушка занимается оральным сексом в машине с персонажем Дастина Миллигана. После бурного обсуждения в СМИ, создатели решили больше не показывать таких рискованных ситуаций в своём шоу.
Актриса Дженни Гарт сказала в одном из интервью: «Когда я услышала про эту сцену, то подумала, что Аарон Спеллинг, должно быть, переворачивается в гробу!»
В общем, пилотный эпизод получил смешанные отзывы, а один из критиков заметил: «Да, это не выдающееся шоу, но всё не так ужасно, особенно на фоне других молодёжных сериалов. „90210“ — неплохое продолжение истории, в которой поклонники оригинального сериала найдут много интересного».
По существующим данным премьеру сериала посмотрело 4,56 млн человек.